# ノール 1500 グリフォン
ノール 1500 グリフォン
ノール 1500 グリフォンII
- 用途：実験機
- 製造者：ノール・アビアシオン(en:Nord Aviation)
- 初飛行：1955年9月
- 生産数：1機

ノール 1500 グリフォン(Nord 1500 Griffon)はフランスの国営航空機メーカーノール・アビアシオンが開発した実験機。ラムジェット推進の戦闘機を研究するためのものである。製造機数は1機、初飛行は1955年9月。

## 概要
高速戦闘機用のエンジンとして、ラムジェットエンジン搭載が考えられていたが、ラムジェットは低速時には機能しないという欠点がある。そのため、ラムジェットエンジン内にターボジェットエンジンを搭載し、低速時にはターボジェット、遷音速以上の高速時にはラムジェットエンジンを使用するというターボ・ラムジェットエンジン機として本機が開発された。
デルタ翼機であり、コックピット脇にはカナードを有する。エンジンが太いために、胴体のエンジン収納部が太く、空気流入量を確保するためにインテイクも大きい。この太い胴体のため、エリアルールは採用されていない。インテイクはコックピット下方にあり、インテイクからエンジンまでが直線形状を確保しているために、前部胴体はやや上向きとなっている。最高速度はマッハ2を求めた。
始めにSNECMAアター101・ターボジェット搭載機のグリフォンIが完成し、1955年9月に初飛行を行なっている。グリフォンIは、マッハ2を目指すために改良を施し、ラムジェットエンジンも搭載したグリフォンIIに改装され1957年に初飛行を行なった。グリフォンIIは最高速度マッハ2.19を記録している。
1959年2月25日にはアンドレ・トゥルカの操縦により100kmの区間の平均速度1,643 km/hの世界速度記録を樹立した。
ミラージュIIIが実用化されていたこともあり、グリフォンに続く戦闘機は開発されなかった。
現在、グリフォンIIはル・ブルジェ航空宇宙博物館に展示されている。

## 要目
- 全長：14.54m
- 全幅：8.10m
- エンジン：SNECMAアター101・ターボジェット+ラムジェットエンジン
- 乗員：1名
- 最大速度：マッハ2.18